# Hypselaster
Genre
Hypselaster est un genre d'oursins dits « irréguliers », de la famille des Schizasteridae. 

## Description et caractéristiques
Ce sont des oursins irréguliers dont la bouche et l'anus se sont déplacés de leurs pôles pour former un « avant » et un « arrière ». La bouche se situe donc dans le premier quart de la face orale, et l'anus se trouve à l'opposé, tourné vers l'arrière. La coquille (appelée « test ») s'est également allongée dans ce sens antéro-postérieur. 
Ce genre se distingue au sein de sa famille par ses deux gonopores et son fasciole latéro-anal incomplet.
Il semble être apparu à l'Éocène, et demeure répandu dans tous les bassins océaniques tropicaux.

## Liste des espèces
Selon World Register of Marine Species (15 décembre 2015) :
- Hypselaster affinis Mortensen, 1948 -- Philippines
- Hypselaster brachypetalus H.L. Clark, 1917 -- Caraïbes
- Hypselaster dolosus H.L. Clark, 1938 -- Australie
- Hypselaster fragilis (A. Agassiz & H.L. Clark, 1907) -- Japon
- Hypselaster jukesii (Gray, 1855) -- Australie
- Hypselaster kempi (Koehler, 1914) -- Océan Indien
- Hypselaster limicolus (A. Agassiz, 1878) -- Golfe du Mexique
- Hypselaster maximus (A. Agassiz & H.L. Clark, 1907) -- Hawaii
- Hypselaster perplexus Arnold & H. L. Clark, 1927 †
- Hypselaster rotundus (A. Agassiz & H.L. Clark, 1907) -- Japon

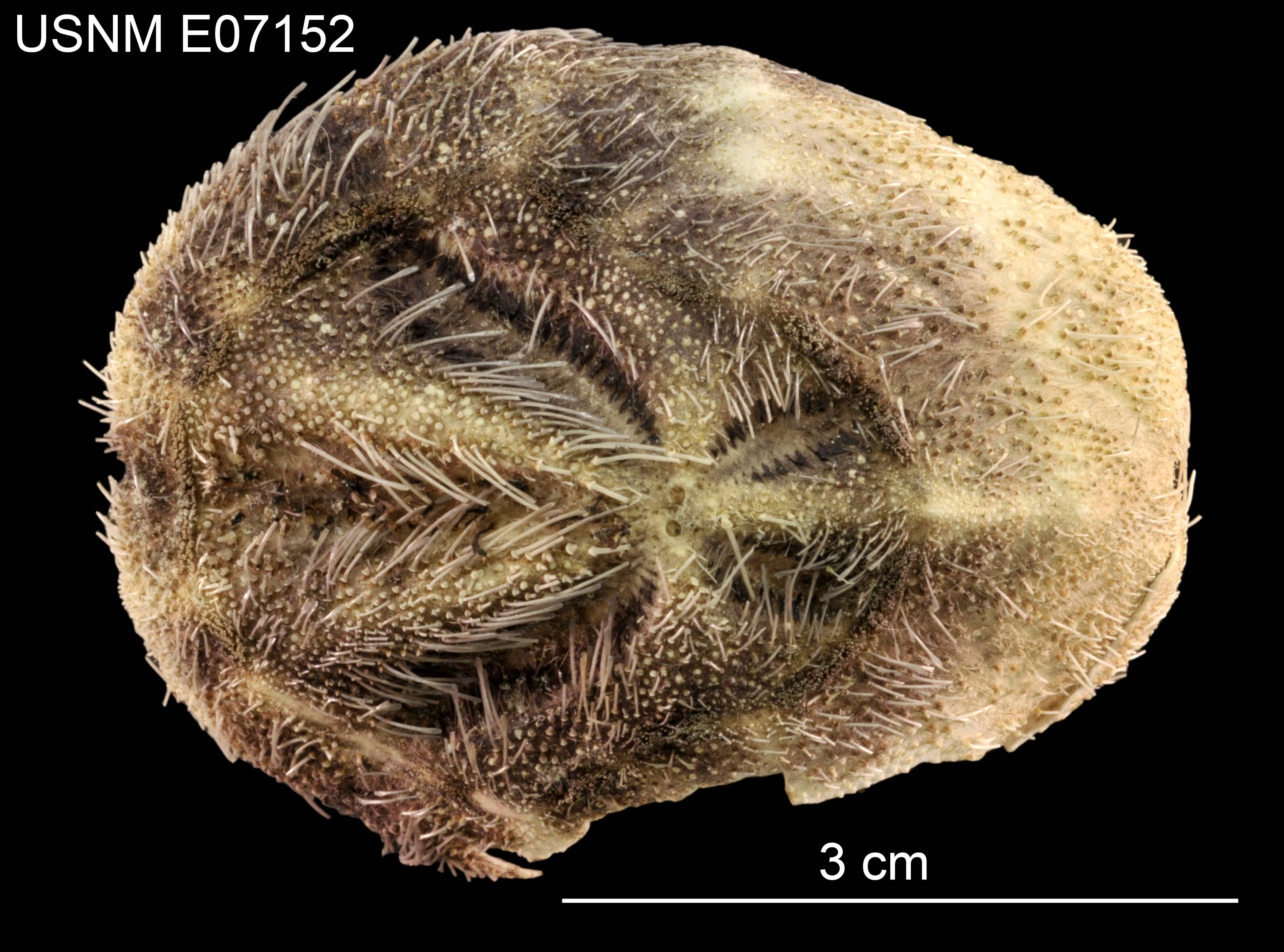
Hypselaster affinis
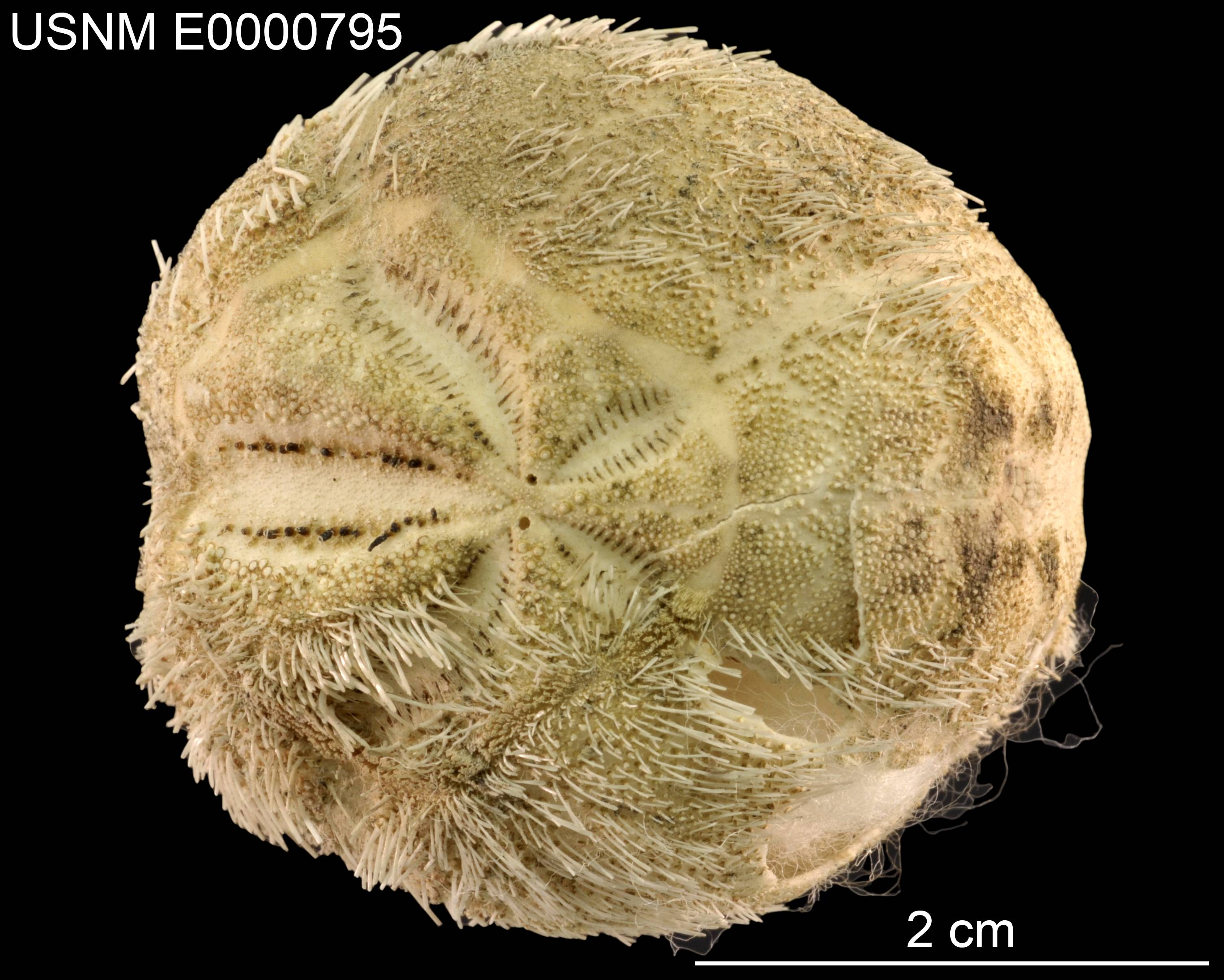
Hypselaster rotundus